# Quiz
Ein Quiz [kvɪs] (englisch [kʰw̥ɪz]) ist ein Fragespiel oder Ratespiel, in dessen Verlauf Denksportaufgaben und Wissensfragen möglichst richtig beantwortet werden müssen. Besonders in Hörfunk und Fernsehen erfreuen sich Quizsendungen großer Beliebtheit. Eine spezielle Form ist das Pubquiz, bei dem die Gäste einer Gaststätte in Tischmannschaften gegeneinander antreten. Darüber hinaus werden auch Quizturniere mit wettkampfmäßigem Anspruch bis hin zu Weltmeisterschaften organisiert.

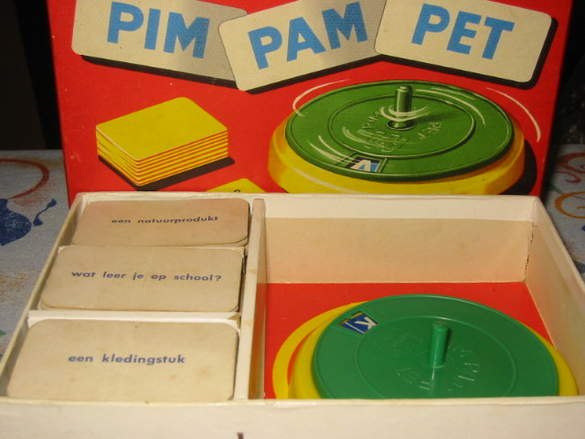
Ratefix oder Denk fix!, ein Quizspiel für Kinder (hier niederländische Version)

## Etymologie
Zu der Entstehung des Wortes gibt es eine seit 1836 kolportierte Anekdote, deren Wahrheitsgehalt jedoch sehr umstritten ist, da es für das Wort laut Oxford English Dictionary bereits frühere Belege gibt. Ein Indiz für die Zweifel an der Echtheit der Anekdote ist auch, dass die verschiedenen Quellen unterschiedliche Vornamen des vorgeblichen Urhebers benutzen: John, Richard, James.
Der irische Theaterdirektor Richard Daly (1758–1813) habe demnach 1791 eine Wette abgeschlossen, dass es ihm innerhalb eines Tages gelingen würde, ein neues Wort in die englische Sprache einzuführen. Daraufhin begann er, überall in Dublin auf Wände das Wort „Quiz“ zu schreiben bzw. schreiben zu lassen. Es konnte keiner etwas damit anfangen, aber alle sprachen über das Wort. Die Sache war eben ein Quiz, ein Rätsel, und so ist es dann auch in den allgemeinen Sprachgebrauch übergegangen. Die Wette hatte Daly damit natürlich gewonnen.
Eine andere Theorie besagt, dass das Wort „Quiz“ vom englischen Wort question (deutsch „Frage“) kommt. Abgekürzt wurde question mit „ques“, und später wurde daraus „quis“ und letztendlich „quiz“.
Nach einer dritten Etymologie ging dem englischen Verb to quiz (befragen) die Schreibweise quies voraus, die wahrscheinlich aus dem lateinischen Qui es? „Wer bist du?“ entlehnt ist.
Der Plural im Deutschen lautet die Quiz oder die Quizze. Während der Duden Quiz als standardsprachlichen Plural und Quizze nur als umgangssprachlich wertet, behandelt das Digitale Wörterbuch der deutschen Sprache beide Pluralformen als gleichberechtigt.

## Quiz als Wettbewerb/Sport

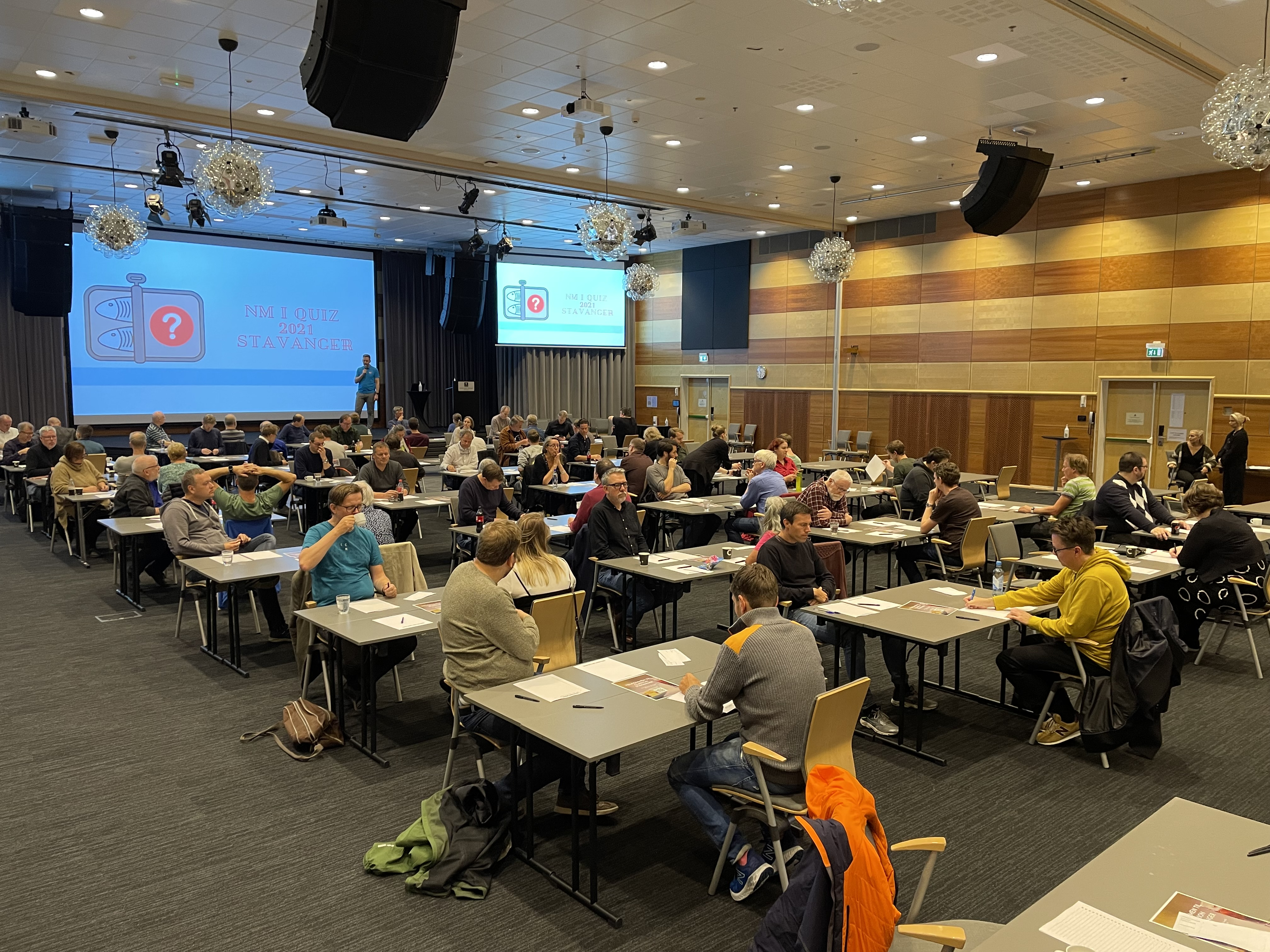
Norwegische Quizmeisterschaft 2021

Während beim Gewinnquiz in den Medien oder Gesellschaftsspielen praktisch immer ein Glücksanteil eingebaut ist, etwa mit speziellen Feldern, die Zusatzgewinne ermöglichen, Setzfragen, Jokern und Multiple-Response, gab es schon immer Versuche, Quiz nach dem reinen Leistungsprinzip zu spielen. Nach der Jahrtausendwende hat sich in einigen Ländern eine wettkampfmäßige Quizszene mit Meisterschaften und Ranglisten herausgebildet. Im Gegensatz zu Fernsehquizzen oder Gesellschaftsspielen werden Wettkampfquizze üblicherweise mittels eines schriftlichen Fragebogens ohne vorgegebene Antwortmöglichkeiten gespielt, der in einer vorgegebenen Zeit ausgefüllt werden muss.
Abzugrenzen ist das wettkampfmäßige Quizzen vom Gedächtnissport: Im Gedächtnissport werden die Informationen, die im Wettkampf abgerufen werden müssen, dem Teilnehmer vorher vorgegeben, während ein Quizzer vorher nicht weiß, welche Fragen er im Wettbewerb beantworten muss.

### Vorläufer und Anfänge
Im angelsächsischen Raum entstand in den 1950er Jahren das Radioquiz Brain of Britain, 1970 das Fernsehquiz Mastermind für Einzelspieler. Daneben spielt bei Universitätsquizzen seit den 1950er-Jahren das „Bowl“-Format für Vierermannschaften eine große Rolle, bei dem man sich in sehr lange und schwere Fragen mit Buzzer einklicken kann. Dies wird in den USA nicht mehr von großen Sendern übertragen, der einstige Verband „College Bowl“ konnte nicht gegen die neuen maßgeblichen akademischen Verbände der National Academic Quiz Tournament (NAQT) und der Academic Competition Federation (ACF) bestehen und gab 2008 auf. Es gibt aber trotz solcher Umbrüche eine große Tradition.
In Großbritannien gibt es die in den 1960er Jahren nach US-Vorbild entstandene University Challenge, die auch als Bowl ausgespielt wird und, was für das Wettkampfquizzen recht selten ist, von der BBC im Fernsehen übertragen wird.
In einigen europäischen Ländern gibt es außerhalb der Universitäten Ligen, in denen Mannschaften ohne Buzzer, also nicht im Bowlformat, gegeneinander spielen. So etwas gibt es nur in geographisch begrenzten Gebieten wie Belgien. Schon in England gibt es keine gesamtenglische Liga, sondern lokale Ligen, von denen die 1990 entstandene „Quiz League of London“ die mit Abstand angesehenste ist. Seitdem die Coronapandemie Quizveranstaltungen in Präsenz erschwert, gibt es in einigen Ländern, darunter auch in Deutschland, Online-Ligen, die von den nationalen Quizverbänden organisiert werden.
Die einfache Idee, nationale Meisterschaften im Einzel zu organisieren, kam vergleichsweise spät auf, nämlich erst in den 1990er Jahren in Großbritannien (damals BQA, heute BQC, British Quizzing Championship). Solche Meisterschaften entstanden nach diesem Vorbild auch in Skandinavien, in Dänemark oder Norwegen und Belgien. In Indien gibt es mit dem „Mahaquizzer“ eine einer Meisterschaft ähnliche Veranstaltung. 2011 wurde erstmals eine Nordamerikameisterschaft mit Topstars wie Ken Jennings ausgespielt.

### Internationale Turniere

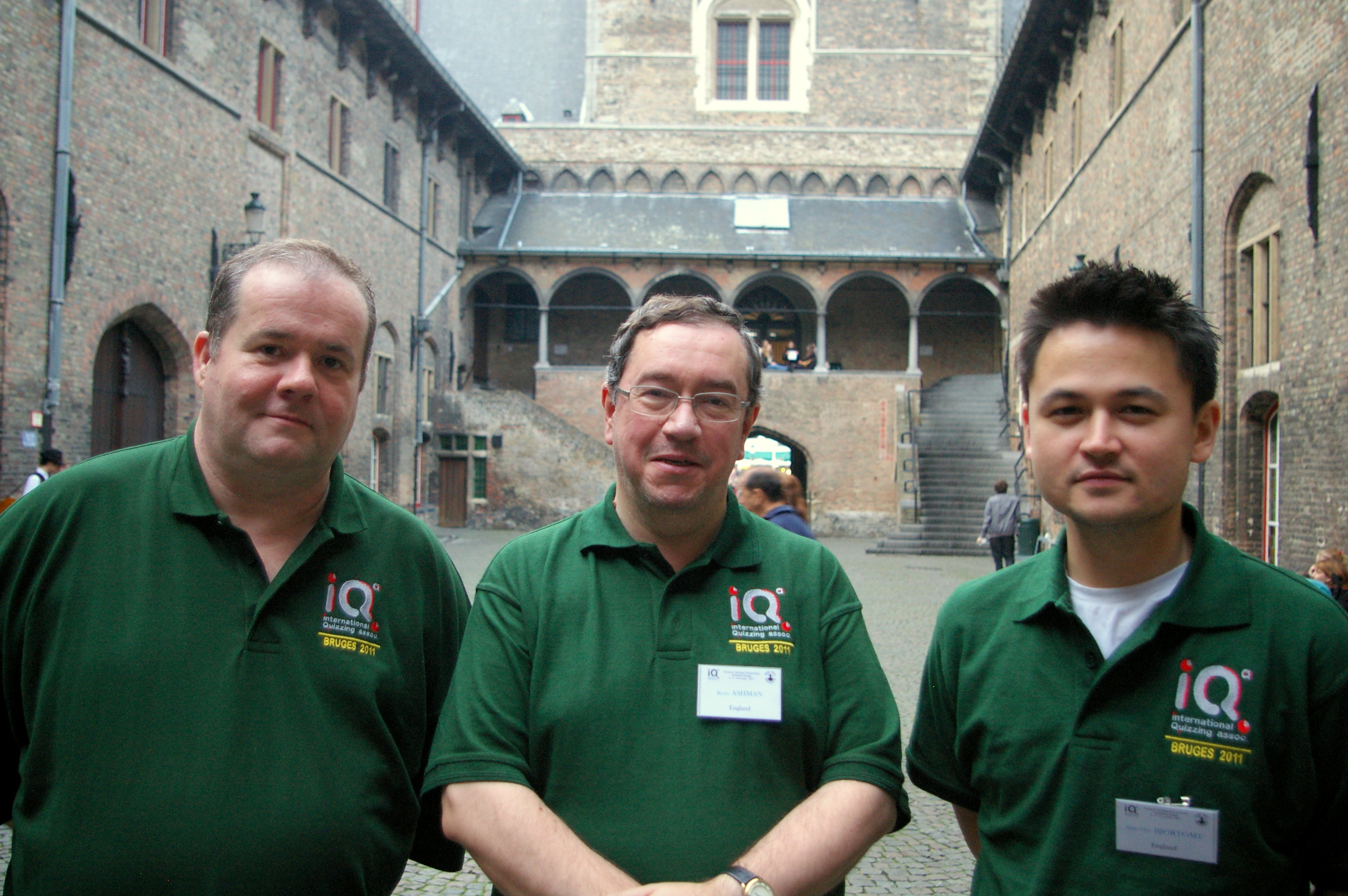
Pat Gibson (vier Titel), Kevin Ashman (sechs Titel) und Olav Bjortomt (vier Titel) sind die erfolgreichsten Teilnehmer der Quizweltmeisterschaften

Seit Anfang der 2000er Jahre werden von der im Vereinigten Königreich ansässigen International Quizzing Association (IQA) auch internationale Quizturniere ausgerichtet. Die IQA ist kein Verband, sondern ein gewinnorientiertes Unternehmen. Jährlich im Juni organisiert die IQA eine Quizweltmeisterschaft (World Quizzing Championships), bei der am selben Tag ein einheitliches Fragenset, das jedoch üblicherweise in die jeweilige Landessprache übersetzt wird, dezentral an vielen Orten der Welt gespielt wird.  Das zweite jährliche Major-Turnier ist die nur auf Englisch an einem zentralen Ort gespielte Internationale Quizmeisterschaft (International Quizzing Championships). Es gibt, anders als bei der WM, auch Teamwettbewerbe für Paare und Viererteams (z. B. Nationalmannschaften), aber nie mit mehr als vier Spielern. Die Internationale Quizmeisterschaft ging aus der seit 2004 gespielten Quizeuropameisterschaft (European Quizzing Championships) hervor. Um die Veranstaltung auch für Spieler anderer Kontinente zu öffnen, wurde sie 2022 als Ultimate Quizzing Championships und 2023 erstmals unter dem heutigen Namen ausgetragen.
Der Schwerpunkt des Wettkampfquizzens liegt seit einigen Jahren in Nord-, West- und Mitteleuropa, v. a. in Deutschland, Großbritannien und Belgien, mit Abstrichen auch im Ostseeraum (Skandinavien, Baltikum). Außerhalb Europas ist es im englischsprachigen Raum/Commonwealth verbreitet.
Weitere Veranstaltungen sind die von der Quizzing.co.uk organisierte National Quiz Super League, in Litauen gibt es den Protmušis-Wettbewerb, in Kanada den Reach for the Top.

### Quiz-Sport im deutschsprachigen Raum
Seit 2011 gibt es für Spieler, die Quiz als Sport spielen, den Deutschen Quiz-Verein e. V. Der Deutsche Quiz-Verein richtet u. a. jährlich die offizielle Quiz-WM in Deutschland aus sowie eine deutsche Meisterschaft. Regelmäßige Quiz auf Leistungsniveau sind darüber hinaus der monatliche Deutschland-Cup, die jährlichen Regionalmeisterschaften und die seit der Corona-Pandemie eingeführte DQV-Online-Liga. Mit über 1000 Mitgliedern ist der Deutsche Quizverein inzwischen die größte nationale Quiz-Organisation weltweit.
2016 wurde der Österreichische Quizverband gegründet und 2018 der Schweizerische Quiz-Verband.

## Quiz als Gesellschaftsspiel

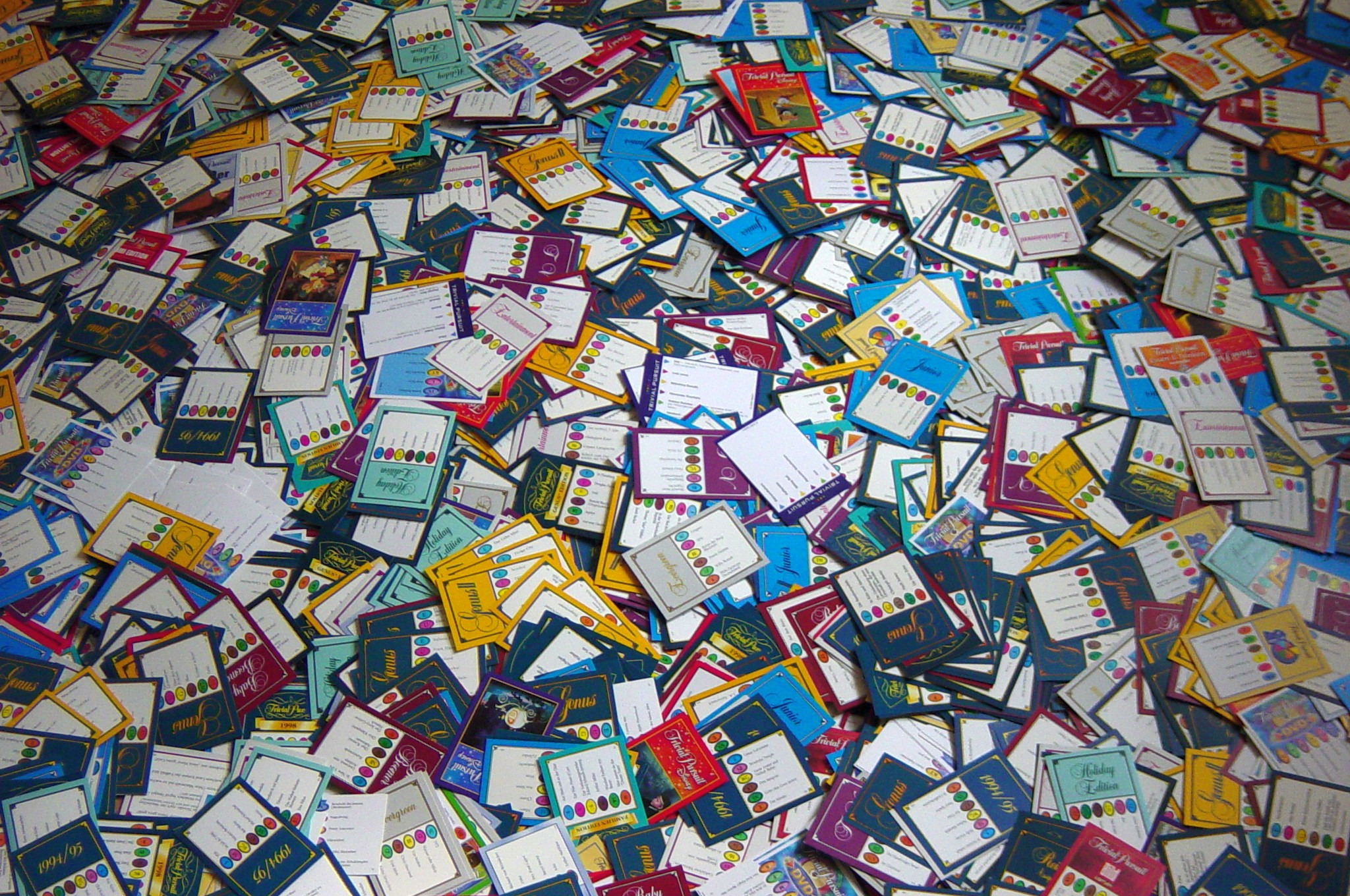
Fragenkarten von Trivial Pursuit

Viele Gesellschaftsspiele sind als Quiz geplant. Das Quiz als Brettspiel wurde erst ab Mitte der 1980er Jahre populär, als Trivial Pursuit auf Deutsch auf den Markt kam. In seinem Sog kamen dann zahlreiche Ableger, deren Spielprinzip sich in etwa glich (meist ein Rundkurs mit zu erfüllenden Aufgaben oder eine zu erklimmende Erfolgsleiter mit zunehmendem Frageschwierigkeitsgrad). Darunter bekannt waren Das große Wissensquiz von Noris, Wissens-Spektrum von ASS Altenburger, Spiel des Wissens (MB), das Schätzspiel Anno Domini von Abacus, das ran SAT.1 Fußball-Quiz Super Q sowie Quizspiele für Kinder und Erwachsene aus allen Bereichen des Lebens. Mit dem Erfolg der Quizsendungen im Fernsehen kam auch der Mitte der 1990er Jahre etwas eingeschlafene Quizspielmarkt wieder in Bewegung. Zu vielen TV-Formaten wurden Brettspielversionen vertrieben, zum Teil mit elektronischer Medienunterstützung (DVD). Im Zuge der PISA-Diskussion kommen nun wieder verstärkt Wissens- und Quizspiele für Kinder und Jugendliche auf den Markt, wie beispielsweise Das Quiz des 20. Jahrhunderts vom Harenberg Verlag. Ein weiteres Beispiel ist das detaillierte und umfangreich ausgestattete Spiel Bezzerwizzer von Mattel mit 5000 Fragen aus dem Jahr 2007.
Der Spielreiz bei Quizspielen am Tisch steht und fällt mit der Anzahl der Fragen. Eine Mindestanzahl von 1.500 bis 2.000 verschiedenen Fragekärtchen ist Voraussetzung, um auf die Dauer keine Langeweile aufkommen zu lassen. Eine ausgewogene Spielrunde mit in etwa gleichem Wissensstand trägt ebenfalls zum Gelingen einer häuslichen Quizspielrunde bei.
Viele Ratespiele lassen sich auch ohne eine Vorlage und ohne Zubehör aus dem Spielfachhandel spielen. Dazu zählen Ich sehe was, was du nicht siehst, Galgenmännchen oder Personenraten. Oft genügen Zettel und Stift (Beispiel: Galgenmännchen), manchmal ist gar kein Zubehör erforderlich, wie bei Ich sehe was, was du nicht siehst.

## Quiz als Computerspiel
Bekannte Computerspiele sind z. B. You Don’t Know Jack und Buzz!. Weiter gibt es Umsetzungen von Brettspielen wie Trivial Pursuit und von Quizsendungen wie Wer wird Millionär?. Auch in den 1980er Jahren gab es derartige Computerspiele, allerdings meist in englischer Sprache.
Im Zuge des Aufkommens interaktiver Webseiten entstanden auch Online-Quizspiele, die zu meist kostenlos gespielt werden können. Einige dieser Spiele bieten auch die Möglichkeit, virtuell gegen Freunde und andere Spieler anzutreten.

## Quiz als App

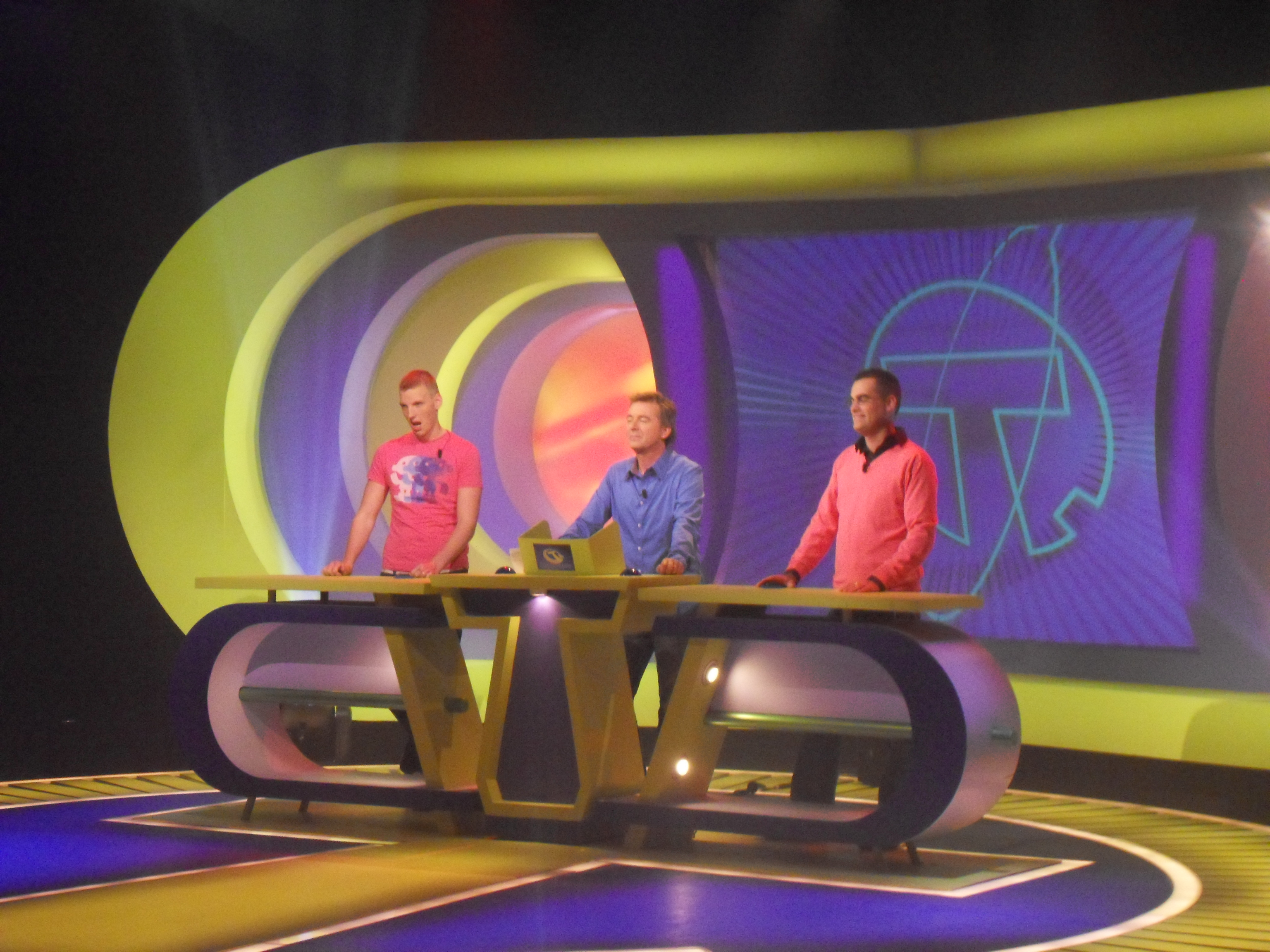
Quizshow im niederländischen TV (Außen Kandidaten, Quizmaster in der Mitte)

Mit wachsender Popularität der Smartphones entstanden auch Quiz-Applikationen. Eine der ersten bedeutenden war Spiel der Weisen, das von dem Trivial-Pursuit-Autoren Willi Andresen geschrieben wurde. Einer der „Wer wird Millionär?“-Fragenautoren Christian Matzerath brachte mit EQ – The Evil Quiz den „bösen Bruder von WWM?“ in den Appstore und auch die Originalshow Wer wird Millionär? hat ihre eigene App. Die weltweit populärsten Apps sind derzeit Trivia Crack und Quizup, im deutschsprachigen Raum ist es die App Quizduell. Auch diverse Buch- und Spieleverlage wie Ravensburger (Think Quiz) oder moses.verlag (Pocket-Quiz-Reihe, Kneipenquiz) bieten entsprechende Quiz-Apps an. Den größten Fragenkatalog hat derzeit die „App Triviado Quiz“ mit mehr als 150.000 Fragen. Stand 2020 stehen in den Appstores Hunderte Quiz-Apps zum Download bereit. Seit 2017 gewinnen auch Apps zunehmend an Popularität, in denen zu bestimmten Uhrzeiten live gequizzt werden kann. Dies ist eine beginnende Verschmelzung von App und TV, Vertreter hiervon sind z. B. HQTrivia, Quipp und 10 Runden 10 Sekunden.

## Quizsendungen und Quizmaster im Fernsehen
Beliebt sind in vielen Ländern Quizfernsehshows, die von einem Quizmaster moderiert werden. Beantwortet der Kandidat die vom Quizmaster gestellten Fragen richtig, kann er Sach- oder Geldpreise gewinnen. Die erfolgreichste Quizsendung im deutschen Fernsehen ist Wer wird Millionär?. Weitere Quizshows sind:
- Gefragt – Gejagt
- Der Quiz-Champion
- Buchstaben Battle
- Die Millionenshow (Österreich) mit Armin Assinger
- Quizmaster
- 1, 2 oder 3
- Du gewinnst hier nicht die Million

## Quiz-Shows im Hörfunk
Siehe auch: Radioshow
- Wer fragt, gewinnt (RIAS Berlin) mit Hans Rosenthal
- Allein gegen alle (RIAS Berlin) mit Hans Rosenthal
- Österreich-Rallye (ÖReg)
- gehört.gewusst (Ö1) mit Mirjam Jessa, Doris Glaser, Paul Catty, Nikolaus Schauerhuber
- Punkten oder Packen (XORadio)
- 10 Fragen in 60 Sekunden (FFN)
- NDR 2 Vormittags-Auskenner

## Quiz als Prüfmethode
Lernkontrollen sind didaktisch unverzichtbare Maßnahmen, um den Erfolg von Lernprozessen für Schüler und Lehrer möglichst objektiv erkennbar zu machen. Sie sind jedoch bei Schülern oft nicht sehr beliebt, weil sie Stress bedeuten und die Möglichkeit des Scheiterns bzw. der Offenlegung einer schwachen Leistung beinhalten. Wiederholte Misserfolge führen dabei oft zu Lernverdruss und Prüfungsängsten.
Dies lässt sich methodisch vermeiden, indem das Prüfen zu einem Selbstprüfen gestaltet und die Neugier auf den Wissenszuwachs geweckt wird.
Unter dieser Maßgabe erfüllt das Quiz als Prüfmethode seit langem vor allem in der Vorschulpädagogik, in der Grundschulausbildung und in der Verkehrserziehung eine wichtige Funktion. So werden die Wissensgrundlagen beim Fußgängerdiplom und der Radfahrprüfung  in Quizform abgefragt. Das Quiz macht die Lernkontrolle dabei zu einem Spiel, das den Ernstcharakter der Prüfungssituation mildert. Die Lehrkraft gewinnt mit ihr fast unmerklich und für die Kinder durchaus lustvoll die gewünschten Erkenntnisse über die Lernfortschritte.
Auch bei digitalen Lernmethoden/Programmen, dem E-Learning, gibt es inzwischen eine Vielzahl an Quiz-Varianten und Anbieter in vielen Ländern der Welt. 